# Colt M1900
Colt M1900 — пістолет, розроблений американським конструктором Джоном Мозесом Браунінгом в кінці XIX століття. Пістолет був створений для компанії «Colt».
Виробництво тривало аж до початку 1920-х років. На відміну від багатьох пістолетів того часу магазин у зразку Браунінга розміщувався всередині руків'я керування вогнем, а не перед спусковою скобою, що значно скорочувало габарити зброї, забезпечувало гарний баланс, а сама зброя була проста і дешева у виготовленні. Ударно-спусковий механізм куркового типу, одинарної дії, мав відкритий курок, зручний в обігу і дозволяє швидко звести його вручну однією рукою. Запобіжне зведення курка захищало від випадкового пострілу, якщо патрон знаходився у патроннику, а курок був спущений. Цілик одночасно був і запобіжником, який включався при опусканні і блокував ударник, а при підйомі, за допомогою його задньої поверхні з насічкою, розблокував ударник.

## Тактико-технічні характеристики
- Калібр: 38 ACP
- Вага: 1000
- Довжина: 229 мм
- Довжина ствола: 152 мм
- Місткість магазина: 7 патронів